# Amor de mis amores
Amor de mis amores es una película de comedia, drama y romance mexicana del año 2014 escrita y dirigida por Manolo Caro. Fue producida por Alex García, Santiago García Galván, Andrés Tagliavini y Rafael Ley, así como las productoras Itaca Films, Woo Films y Noc Noc Cinema. Es una idea original de la obra de teatro; Amor de mis amores, cuyo reparto es Sandra Echeverría, Sebastián Zurita, Marimar Vega, Erick Elías, Juan Pablo Medina y Mariana Treviño. 
Participación especial de Itatí Cantoral, Lorena Velázquez, Lenny de la Rosa, Rossy de Palma y Arap Bethke.

## Sinopsis
Mientras Carlos viaja a Madrid en busca de su mejor amigo, Javier, para que esté presente en su boda, Lucía, su prometida, atropella por accidente a León. De este encuentro nacerá “el amor a primera vista”, aunque Lucía no sospecha que él está por casarse en una semana con Ana, la que hasta ese momento era “el amor de su vida”.

## Elenco
- Sandra Echeverría como Lucía
- Sebastián Zurita como León
- Marimar Vega como Ana
- Juan Pablo Medina como Carlos González
- Erick Elías como Javier González
- Mariana Treviño como Shayla
- Rossy de Palma como Diseñadora
- Itatí Cantoral como Asaltante
- Lorena Velázquez como Mamá de Ana
- Lenny de la Rosa como Amante de la Mamá de Ana.
- Arap Bethke como Novio de Andrea
- Astrid Hadad como Cantante de Cabaret